# Poyntonophrynus kavangensis
Poyntonophrynus kavangensis är en groddjursart som först beskrevs av John C. Poynton och Donald G. Broadley 1988.  Poyntonophrynus kavangensis ingår i släktet Poyntonophrynus och familjen paddor. IUCN kategoriserar arten globalt som livskraftig. Inga underarter finns listade i Catalogue of Life.